# Rue de Chativesle
La rue de Chativesle est une rue du centre-ville de Reims, en France. Elle relie le boulevard du Général-Leclerc à la place Drouet-d'Erlon.

## Historique
L'existence de cette rue est attestée dès le XIIIe siècle. Elle pourrait tirer son nom d'un château, proche de la Vesle ou édifié par l'évêque Ivelle au XIIIe siècle, au-delà des remparts et dans lequel vivaient les maraîchers du quartier,. Le prieur Guillaume Marlot appelle le quartier Vicus Ivellanum ou Vicus Ivellani Castri.

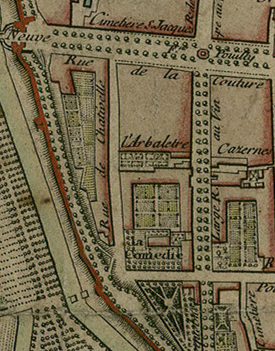
La rue sur le plan Coutant de 1775.
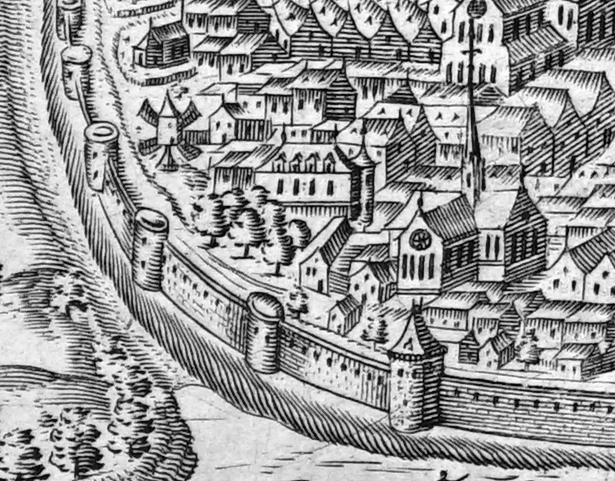
le moulin Serval.

Au XVIIIe siècle, la rue comporte la maison « La Grande Allée » et le moulin de Serval (situé sur les remparts).

## Bâtiments et lieux remarquables

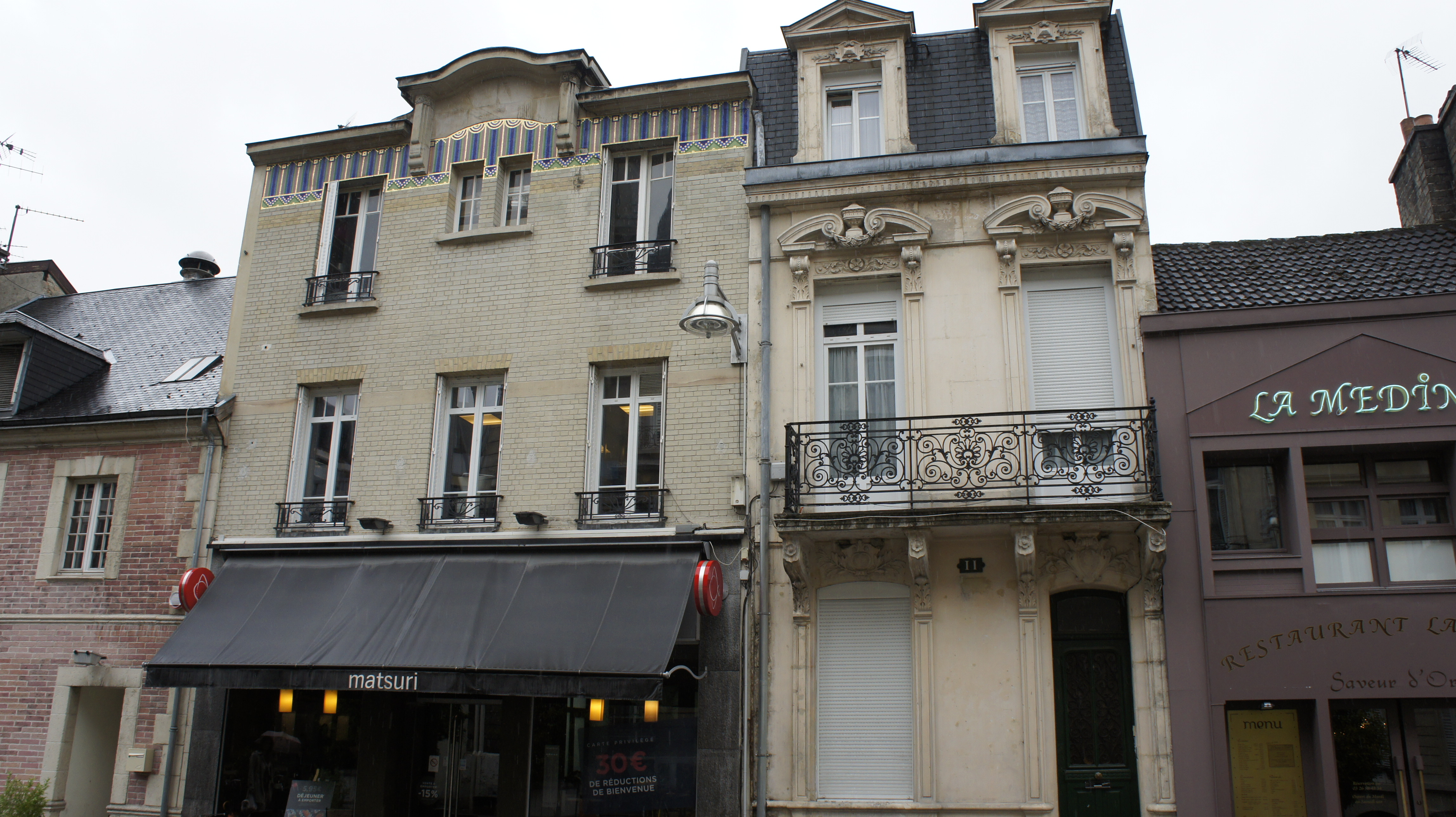
Les n° 9 et 11.

- no 9 : ancien commerce[3]